# Dennis Schmutz
Dennis Schmutz (* 27. Mai 2001 in Gmünd) ist ein österreichischer Fußballspieler.

## Karriere

### Verein
Schmutz begann seine Karriere beim SC St. Martin. Zur Saison 2012/13 wechselte er zum USC Bad Großpertholz. Zur Saison 2012/13 kehrte er nach St. Martin zurück. Zur Saison 2014/15 kam er in die AKA St. Pölten. Nach einem halben Jahr in St. Pölten wechselte er im Jänner 2015 in die Akademie des FC Red Bull Salzburg. Zur Saison 2018/19 wechselte Schmutz zum Regionalligisten USK Anif. Für Anif spielte er insgesamt fünfmal in der Regionalliga. Zur Saison 2019/20 wechselte er zum Ligakonkurrenten Salzburger AK 1914. Für den SAK spielte er neunmal in der Salzburger Regionalliga.
Zur Saison 2020/21 wechselte der Mittelfeldspieler zurück nach Niederösterreich zum viertklassigen SC Zwettl. In Zwettl kam er bis zum COVID-bedingten Saisonabbruch zu sieben Einsätzen in der Landesliga, in denen er drei Tore erzielte. Zur Saison 2021/22 schloss er sich dem Zweitligisten SV Horn an. Sein Debüt in der 2. Liga gab er im Juli 2021, als er am ersten Spieltag jener Saison gegen den SK Vorwärts Steyr in der 86. Minute für Burak Yilmaz eingewechselt wurde. Insgesamt kam er zu 15 Zweitligaeinsätzen für Horn. Nach der Saison 2021/22 verließ er den Verein.
Nach einem Halbjahr ohne Klub wechselte Schmutz im Jänner 2023 nach Deutschland zum Regionalligisten Wacker Burghausen. Für Burghausen absolvierte er insgesamt 29 Partien in der Regionalliga Bayern. Nach der Saison 2023/24 verließ er Wacker. Zur Saison 2024/25 kehrte er dann nach Österreich zurück und wechselte zum Regionalligisten FC Mauerwerk.

### Nationalmannschaft
Schmutz spielte im Februar 2016 erstmals für eine österreichische Jugendnationalauswahl.